# Hegedüs Lóránt (politikus)
Magyarzsákodi Hegedüs Lóránt (Pest, 1872. június 28. – Budapest, 1943. január 1.) pénzügyminiszter, tanár, közgazdasági író, gazdaságpolitikus, az MTA tagja (levelező: 1920, tiszteleti: 1934, igazgatósági: 1935). Édesapja Hegedüs Sándor politikus volt, öccse, Hegedüs Sándor (1875–1953) író.

## Élete

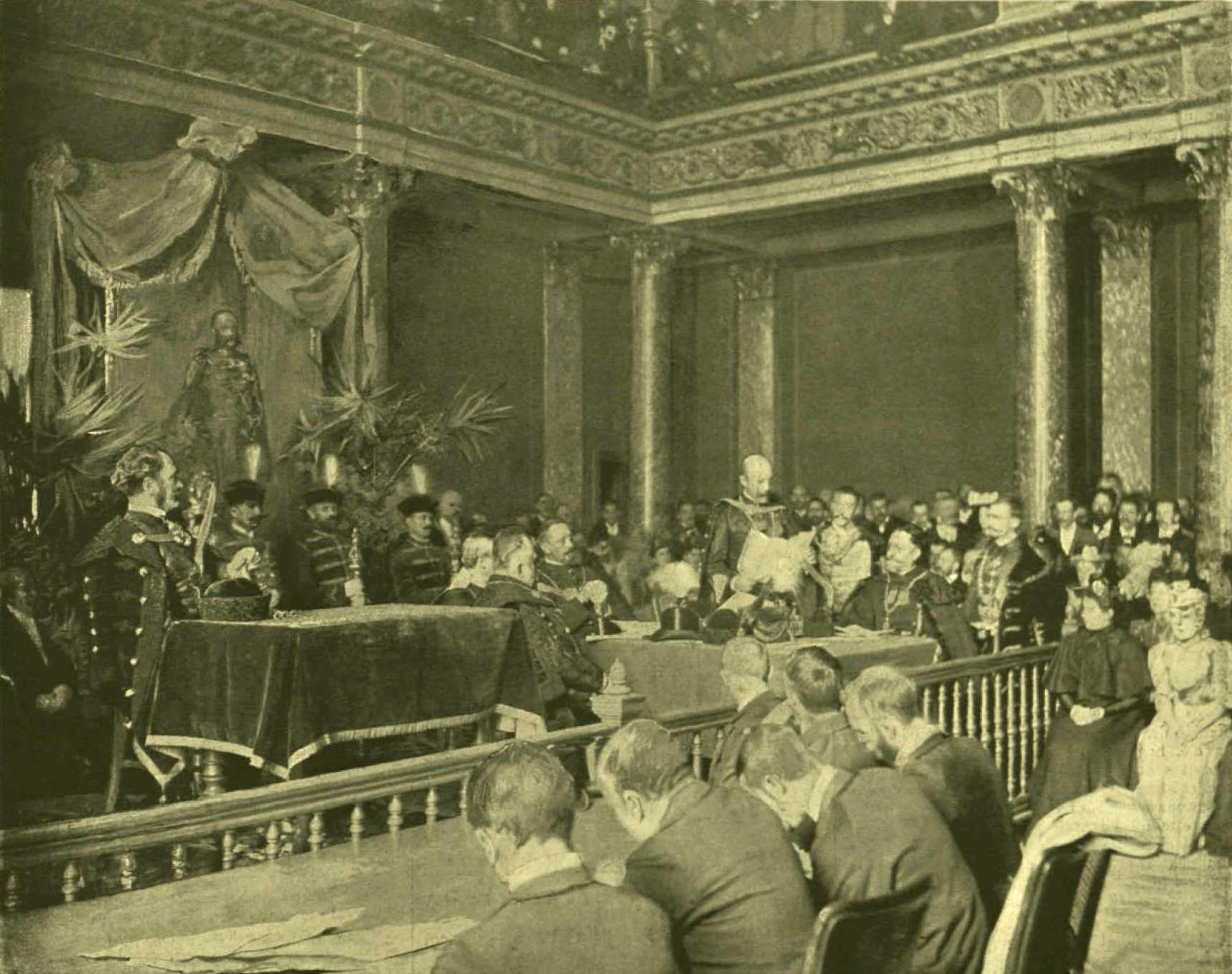
Doktorrá avatás királyi kitüntetés mellett. A Magyar Tudományos Akadémia nagy dísztermében 1895. október 30-án. A felolvasó dr. Kováts Gyula dékán

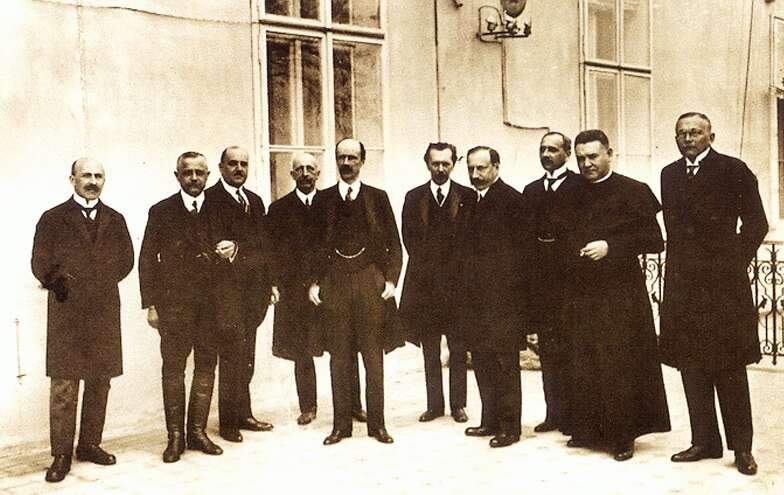
Hegedüs Lóránt jobbról a negyedik a képen

A nemesi származású magyarzsákodi Hegedüs család sarja. Édesapja, magyarzsákodi Hegedüs Sándor (1847–1906), kereskedelmi miniszter, újságíró, édesanyja, ásvai Jókay Jolán (1849–1922) volt. Középiskolába a fővárosban, egyetemre Berlinben és Londonban járt, végül 1895-ben Budapesten avatták az államtudományok doktorává. Királyi kitüntetés mellett, sub auspiciis Regis avatták doktorrá Papp Ferenccel és Szladits Károllyal. A legutolsó ilyen doktorrá avatás 1938. július 21-én történt. Akkor gróf Cziráky Jánost avatták föl.
Pályafutását a pénzügyminisztériumban kezdte, majd 1896–1902 között Amerikában a kivándorlásügyeket tanulmányozta. 1898–1918 között a pápai kerület országgyűlési képviselője. A Magyar Gyáriparosok Országos Szövetségének vezérigazgatója, a Pesti Magyar Kereskedelmi Bank igazgatója, egyetemi tanár, 1920. december 16. és 1921. szeptember 27. között az első Teleki-kormány, majd a Bethlen-kormány pénzügyminisztere. Két évtizedig szerkesztette a Közgazdasági Szemle című folyóiratot. 1920-ban az MTA és a Kisfaludy Társaság is tagjai közé választotta. Szépíróként a Pesti Hírlap vasárnapi számaiban vezércikkeivel és „Levelesláda” című cikksorozatával aratott nagy sikert. A Nemzeti Színház előadta Kossuth című színművét. Részt vett korának irodalmi harcaiban, a konzervatív támadásokkal szemben védelmébe vette Adyt. Jellemzően közgazdasági, adóügyi és kivándorlási kérdésekkel foglalkozó szakmunkákat jelentetett meg, de jelentősen hatottak kortársaira sorozatban megjelenő történelmi-politikai (nem egy köztük regény vagy regényes esszé formában megírva) munkái és kifejezetten szépirodalmi alkotásai is.
1926-ban megvásárolta a Gellért-hegy oldalában Schoch Figyes által 1914-ben építtetett vörös színű villát, ahol haláláig lakott.
Sírja a Fiumei úti sírkertben a Hegedüs család sírboltjában található. Együtt nyugszik feleségével, szalóki Navratil Margittal (Szalóki-Navratil Dezső /1878–1970/ ornitológus testvére) és leányával, a vegyészmérnök Margittal, akik 1942. július 31-én együtt lettek öngyilkosok az anya súlyos idegbetegsége miatt.

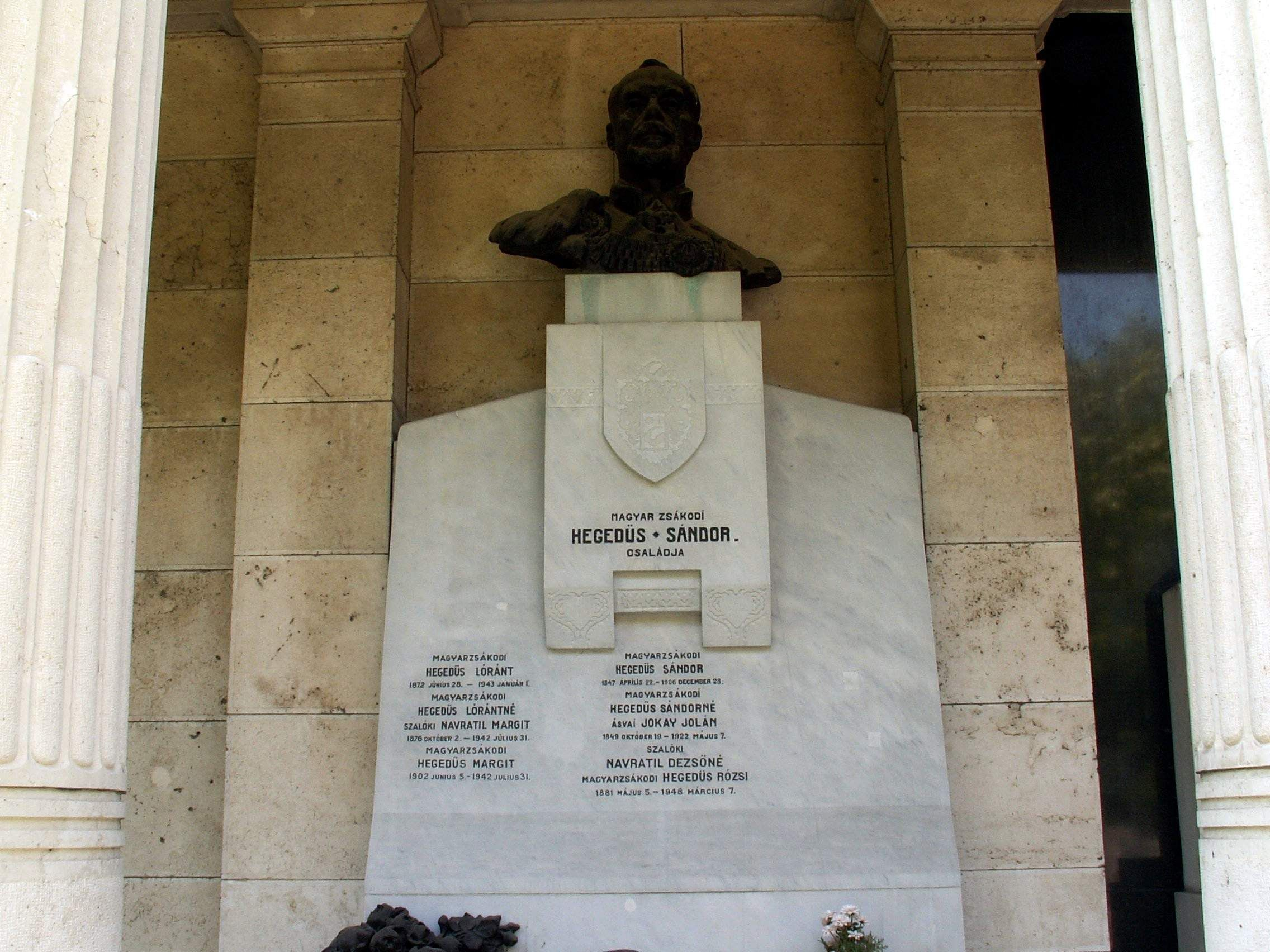
A Hegedüs család sírboltja, 2008. Fiumei úti sírkert Jobb oldali árkádsor, 6. síremlék. Alkotó: Ligeti Miklós

## Művei

### Történeti, irodalomtörténeti művei
1. Rákosi Jenő emlékezete, Magyar Tudományos Akadémia Kiadása, Budapest, 1930.
2. Magyar Trilógia:
  1. (I.) Gróf Széchenyi István regénye és éjszakája, Athenaeum Irodalmi és Nyomdai Rt., Budapest, 1932.
  2. Gróf Széchenyi István regénye és éjszakája bizonyítékai, Magyar Történelmi Társulat, Budapest, 1932.
  3. (II.) Kossuth Lajos legendák hőse, Athenaeum Irodalmi és Nyomdai Rt., Budapest, 1934.
  4. Kossuth Lajos legendák hőse bizonyítékai, Magyar Történelmi Társulat, Budapest, 1934.
  5. (III.) Két Andrássy és két Tisza, Athenaeum Irodalmi és Nyomdai Rt., Budapest, 1937.
3. Ady és Tisza, a Nyugat kiadása, Budapest, 1940.
4. A magyar trilógia, Budapest, 1941.

### Szépirodalmi művei
1. Kossuth. Színjáték, Budapest, 1927.
2. Mikor a háború meghal. Politikai regény 1870–1871-ből. Légrády Testvérek Kiadása, Budapest, 1926.
3. A halhatatlanok útja. Essayk, Singer és Wolfner Rt., Budapest, 1926.
4. A könyvek könyve, Singer és Wolfner Rt., Budapest, 1926.
5. Kossuth. Színjáték 5 felvonásban, Athenaeum Irodalmi és Nyomdai Rt., Budapest, 1927.
6. Csónakázás a Kisértet-tavon. Rapszódiák. Glória Kiadása, Budapest, 1930.
7. Glória. Regény, Singer és Wolfner Rt., Budapest, 1932.
8. Uram, Jézus! Sylvester Rt., Budapest, 1934.
9. Túl az Óperencián. Mesekönyv kis unokámnak, Sylvester Rt., Budapest, 1935.
10. Jesus im Bienenkorb. Sylvester Rt., Budapest, 1935.
11. A banker meets Jesus. Georg Allen & Unwin, London, 1936.
12. Mesék a boldog öregségről. Sylvester Rt., Budapest, 1936.
13. Viola-város. Könyvbarátok Társasága Kiadása, Kolozsvár, 1938.
14. Görgey. Drámai költemény 4 felvonásban, 6 képben. A Nyugat kiadása, Budapest, 1938.

### Politikai, közgazdasági, és szociológiai művei
1. A magyar egyenes adók történeti fejlődése, jelen állása és reformja. Athenaeum Irodalmi és Nyomdai Rt., Budapest, 1894.
2. A tőzsde megadóztatása. A Magyar Tudományos Akadémia által kitüntetett pályamű. Athenaeum Irodalmi és Nyomdai Rt., Budapest, 1895. (Fellner Frigyessel közösen)
3. Adó elmélet, Pallas Rt., Budapest, 1898 (Különlenyomat a Közgazdasági lexikonból.)
4. A magyarok kivándorlása Amerikába. Az amerikai magyar telepek. – A felvidék nyomora. – A kivándorlás és bevándorlás szabályozása., Franklin Társulat, Budapest, 1899.
5. A magyar egyenes adók kifejlesztése az Árpádoktól, Budapest, 1899.
6. Előterjesztés az ipari hitel szervezése tárgyában, Athenaeum Irodalmi és Nyomdai Rt., Budapest, é. n. [1900-as évek eleje]
7. A választói reform és a magyar ipar, k. n., Budapest?, é. n. [1900-as évek eleje]
8. A szociológia sarktétele, Magyar Tudományos Akadémia Kiadása, Budapest, 1901. (Értekezések a társadalmi tudományok köréből 12. 7)
9. A székelyek kivándorlása Romániába. A romániai magyarság. – A moldovai csángók. – A kivándorlás okai és visszahatása. – A beteg székelyföld. Franklin Társulat, Budapest, 1902. (Különnyomat a Budapesti Szemléből) )
10. A kivándorlási kongresszus eredménye, Franklin Társulat, Budapest, 1904. (Különnyomat a Budapesti Szemléből)
11. A dunántúli kivándorlás és a szlavóniai magyarság. Franklin Társulat, Budapest, 1905. (Különnyomat a Budapesti Szemléből)
12. A községi adók áthárításának elméleti szempontjai, Budapest, 1905. (Különlenyomat az "Ünnepi dolgozatok a társadalomtudományok köréből" c. műből.)
13. Önálló vámterület és kötött birtok, A Gyáriparosok Országos Szövetsége Kiadása, Budapest, 1906.
14. Adórendszerünk betegségei. Egyenes adók. A szövetségi ügyvivő igazgatóságának megbízásából, A Gyáriparosok Országos Szövetsége Kiadása, Budapest, 1906.
15. Az adóreform, városaink és iparunk. Budapest, 1908. (Különlenyomat a Városi Szemléből.)
16. A választójog reformja, A Pesti Lloyd Társulat Kiadása, Budapest, 1910.
17. A magyar középosztály végzete. A »Szabad Lyceum« 1910. május 8-án tartott ünnepélyes Széchenyi-közgyűlésén előadta Hegedüs Lóránt, A Gyáriparosok Országos Szövetsége Kiadása, Budapest, 1910. (Különlenyomat a Szabad Lyceum 1909–10. évi Értesítőjéből.)
18. A szociológia sarktétele. Magyar Tudományos Akadémia Kiadása, Budapest, 1911.
19. Pénzügyeink és az adóreform reformja, Az Adó- és Illetékügyi Szemle Kiadása, Budapest, 1914. (Különnyomat az Adó- és Illetékügyi Szemléből.)
20. A pénz filozófiája a háborúban, A Magyar Figyelő Kiadása, Budapest, 1915.
21. Jövőnk. Beszéd, Budapest, 1915. (Különnyomat a Magyar Gyáriparból.)
22. A magyarság jövője a háború után. Politikai tanulmány. Két kiadása, Franklin Társulat, Budapest, 1916.
23. Az adó filozófiája a háborúban, A Magyar Figyelő Kiadása, Budapest, 1917. (Különnyomat a Magyar Figyelőből.)
24. A Pesti Magyar Kereskedelmi Bank keletkezésének és fennállásának története 1892–1917-ig. A Pesti Magyar Kereskedelmi Bank Kiadása, Budapest, 1917.
25. Geschichte der Entstehung und des Bestandes d. Pester Ungarischen Commercialbank. 2. Band. 1892–1917. Übersetzung aus dem Ungarischen. Budapest, 1917.
26. Magyarország megcsonkítása – Európa veszedelme. A Területvédő Liga Kiadása, 1919.
27. Hegedüs Loránt programmbeszéde Budapest főváros XI. választókerületében. Budapest, 1919.
28. Lesz-e béke? A párisi békeküldöttségben írt cikkek. Móricz Miklós Kiadása, Budapest, 1920. (Nemzeti Gazdálkodás Kis Könyvtára 1.)
29. A magyar éjszaka. Politikai essay. Olcsó Könyvtár Kiadása, Budapest, 1920.
30. Harc a magyar igazságért. A Magyar Tudományos Akadémia által Kónyi díjjal jutalmazott politikai cikkek. Légrády Testvérek Kiadása, Budapest, 1927.
31. Új világ felé. Politikai utazás a jövőbe. Légrády Testvérek Kiadása, Budapest, 1928.
32. A valuta világválsága és jövője, Franklin Társulat, Budapest, 1933.
33. Concha „Politikája”, Magyar Tudományos Akadémia Kiadása, Budapest, 1935.
34. Az adótan társadalmi elmélete, Magyar Tudományos Akadémia Kiadása, Budapest, 1935.
35. Magyarország és Ausztria a történelem mérlegén, Légrády Testvérek Rt., Budapest, 1936.
36. Az újabb pénzelméletek hatása a valutapolitikára, Franklin Társulat, Budapest, 1938.
37. Budapest adórendszerének kifejlődése és jövője. A Magyar Tudományos Akadémia Chorin-díjával jutalmazott munka, Székesfővárosi Statisztikai Társaság Kiadása, Budapest, 1939.
38. Popovics Sándor emlékezete, Magyar Tudományos Akadémia Kiadása, Budapest, 1939.

### Szerkesztett művei
- Gazdasági élet, Királyi Magyar Egyetemi Nyomda, Budapest, 1938. (A mai világ képe c. mű III. kötete, szerkesztés, Kornis Gyulával, Gratz Gusztávval, Schimanek Emillel közösen)